# Vèrtebra cervical
Les vèrtebres cervicals són les vèrtebres que se situen en el coll, entre el crani i les vèrtebres dorsals. Les set vèrtebres cervicals s'anomenen C1, C2, C3, C4, C5, C6 i C7.
El nombre de vèrtebres cervicals és el mateix en la grandíssima majoria dels mamífers, no obstant les notables diferències morfològiques. Entre els mamífers vivents, les úniques excepcions a aquesta regla gairebé universal són els peresosos didàctils, els peresosos tridàctils i els manatís.
Les dues primeres tenen una morfologia especial, per això es denominen atípiques i els seus noms són respectivament atles i axis.
La setena cervical també s'anomena vèrtebra prominent, per la major longitud del seu procés espinós.

## Estructura

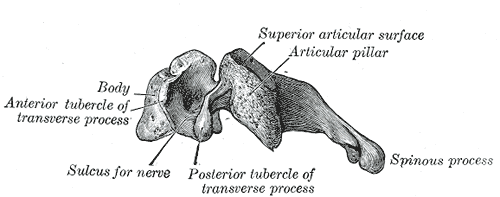
Vista lateral d'una vèrtebra cervical típica

Per convenció, les vèrtebres cervicals estan numerades, amb la primera (C1) situada més a prop del crani i les vèrtebres de nombre més alt (C2-C7) més a distància del crani baixant columna vertebral.

### Característiques
Les característiques generals de la tercera a sisena vèrtebres cervicals es descriuen ací. La primera, segona i setena vèrtebres són extraordinàries, i es detallen més endavant.
- Els cossos d'aquestes quatre vèrtebres són menuts, i més amplis de banda a banda que d'avant cap enrere.
  - Les superfícies anterior i posterior són aplanades i d'igual profunditat; la primera es col·loca en un nivell inferior que la segona, i la seua vora inferior es perllonga cap avall, de manera que se solapen la part superior i la part davantera de la vèrtebra inferior.
  - La superfície superior és còncava transversalment, i presenta un llavi que se'n projecta a cada costat.
  - la superfície inferior és còncava de davant cap enrere, i convexa de costat a costat, i presenta concavitats lateralment poc profundes que reben els corresponents llavis excedents de la vèrtebra subjacent.
- Els pedicles es dirigeixen lateralment i cap enrere, i s'uneixen a la meitat del cos entre les seues vores superior i inferior, de manera que l'osca vertebral superior és tan profunda com la inferior, però és, al mateix temps, més estreta.